# François d'Aubert
François d'Aubert (nacido el 31 de octubre de 1943 en Boulogne-Billancourt) es un político francés.
Es auditor del Tribunal de Cuentas. Desde 2002, fue ministro delegado de investigación en el gobierno de Jean-Pierre Raffarin.
Del 26 de julio de 2007 al 16 de abril de 2009 fue presidente de la Cité des Sciences et de l'Industrie.
François d'Aubert se graduó en HEC Paris, Sciences Po y ENA.